# آربی (کالیفرنیا)
آربی (به انگلیسی: Arbee) یک منطقهٔ مسکونی در ایالات متحده آمریکا است که در شهرستان کولوزا، کالیفرنیا واقع شده‌است. آربی ۱۷ متر بالاتر از سطح دریا قرار دارد.